# Biblioteca Pública A. K. Smiley

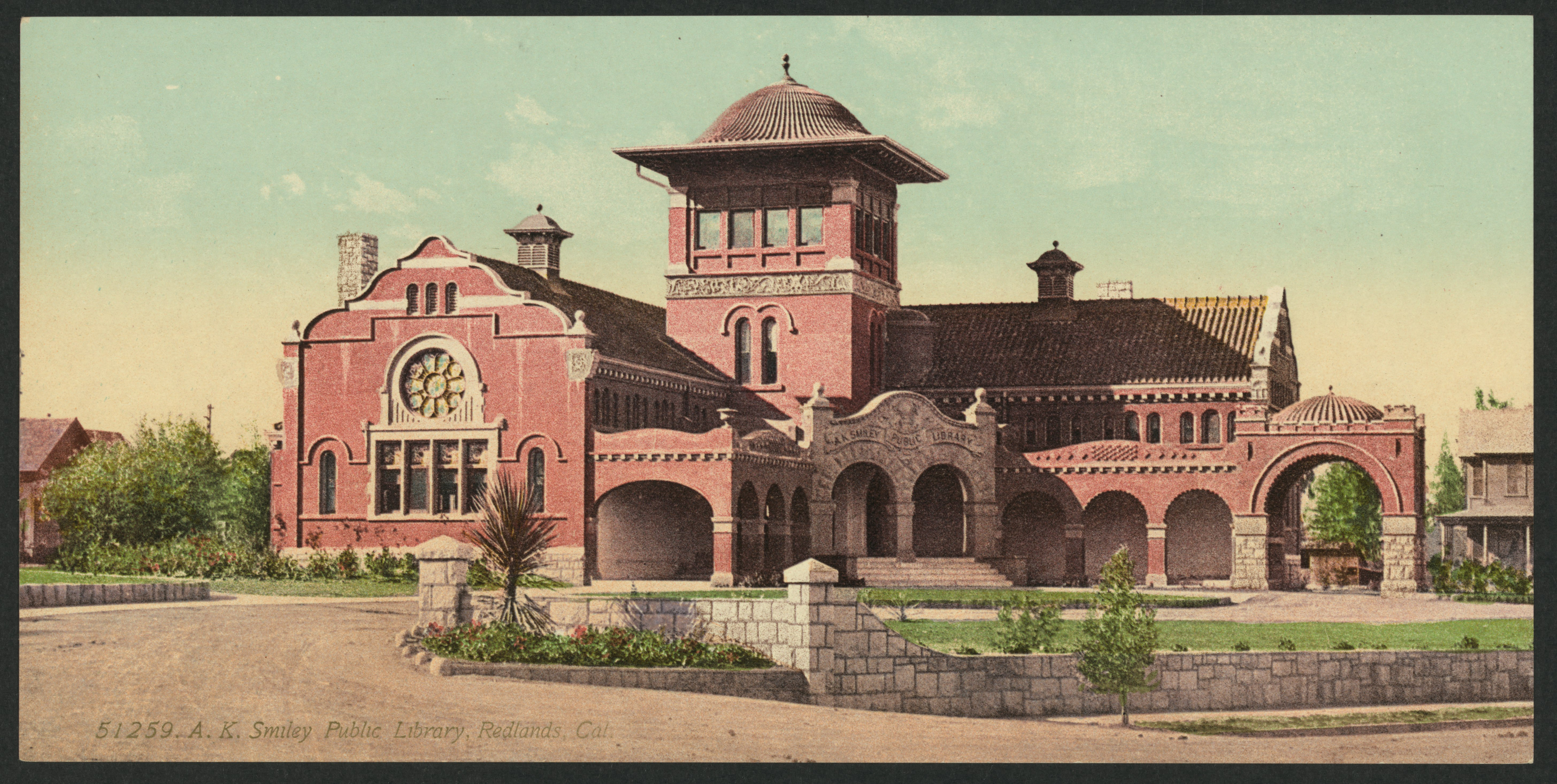
Biblioteca pública AK Smiley antes de 1905

La Biblioteca Pública A. K. Smiley es una biblioteca pública ubicada en 125 W. Vine St. en Redlands, California. Construida en 1898, fue donada a Redlands por el filántropo Albert K. Smiley. El arquitecto T. R. Griffith diseñó la biblioteca en un modo que es descrito como renacimiento misionero y renacimiento moro e incluye una variedad de elementos de otros estilos. El edificio tiene un techo de tejas y parapetos sobre arcadas en sus lados, lo que sugiere una influencia de renacimiento misionero; sin embargo, la almena y las curvas del parapeto son elementos del renacimiento moro. Además, los elementos de los arcos en la arcada, las ventanas, y la cumbrera del techo provienen de temas clásicos, góticos, románico español y orientales. La biblioteca sigue funcionando como la biblioteca pública de Redlands. Además, tiene una colección de materiales sobre las tribus nativas en California donada por Andrew Carnegie, así como una colección de materiales raros sobre el sur de California y la historia local.
La biblioteca fue agregada al Registro Nacional de Lugares Históricos el 12 de diciembre de 1976. Fue designada Hito Histórico de California el 17 de agosto de 1990.